# 대구송현초등학교
대구송현초등학교 (大邱松峴初等學校)는 대한민국 대구광역시 달서구에 있는 공립 초등학교이다.

## 역사
- 1980.12.1 학교설립인가
- 1981.12.1 대구송현초등학교 개교(15학급)
- 1983.2.17 제1회 졸업(192명)
- 1986.9.26 교육부지정 어린이 우체국 시범학교 공개
- 1994.10.6 대구시교육청 지정 청소년단체 시범학교 공개
- 2002.10.22 대구시교육청 지정 제7차 교육과정 시범학교 공개
- 2003.3.1 대구교육대학교 대용부설초등학교 운영
- 2010.3.1 제11대 류재도교장선생님 부임
- 2010.12.22 장학활동 우수교 표창, 주제가 있는 학교특색경영 표창
- 2011.2.16 제29회 졸업(166명)